# Nhà tù Tần Thành
Nhà tù Tần Thành (tiếng Trung: 秦城监狱; bính âm: Qínchéng Jiānyù, âm Hán Việt: Tần Thành giam ngục) là một nhà tù của Cộng hòa Nhân dân Trung Hoa được canh gác cẩn mật, tọa lạc tại Xương Bình, Bắc Kinh. Nhà tù này được xây dựng năm 1958 với sự hỗ trợ của Liên Xô và là nhà tù duy nhất thuộc Bộ Công an. Các nhà tù còn lại do Bộ Tư pháp quản lý.
Phần lớn số phạm nhân là tù nhân chính trị, trong số đó có những người từng tham gia phong trào dân chủ Trung Quốc và Sự kiện Thiên An Môn. Trong số các tù nhân nổi tiếng có thể kể đến Giang Thanh, Bào Đồng, Đái Tình cũng như các nhân vật Tây Tạng như Ban-thiền Lạt-ma thứ 10 Khước-cát Kiên-tán, và Phuntsok Wangyal Goranangpa. Ngoài ra còn có nhiều phạm nhân là cốt cán cộng sản từng đấu tranh trong Cách mạng Văn hóa ví dụ như Bạc Nhất Ba, Bành Chân, Israel Epstein, Sidney Rittenberg và David Crook. Hiện nay đây là nơi giam giữ những nhân vật cấp cao thoái hóa biến chất của chính quyền Trung Quốc. Bạc Hy Lai và vợ là Cốc Khai Lai được cho là cũng bị giam giữ tại đây.
Nhà tù này nằm tại ngon đồi phía đông núi Yên Sơn, hướng về bình nguyên Hoa Bắc ở phía đông, bắc và nam. Nông trường Tần Thành (GT: 秦城农场, PT:秦城農場, P: Qínchéng Nóngchǎng), một phần của nhà tù, thuộc bình nguyên này.